# 首選性別代名詞

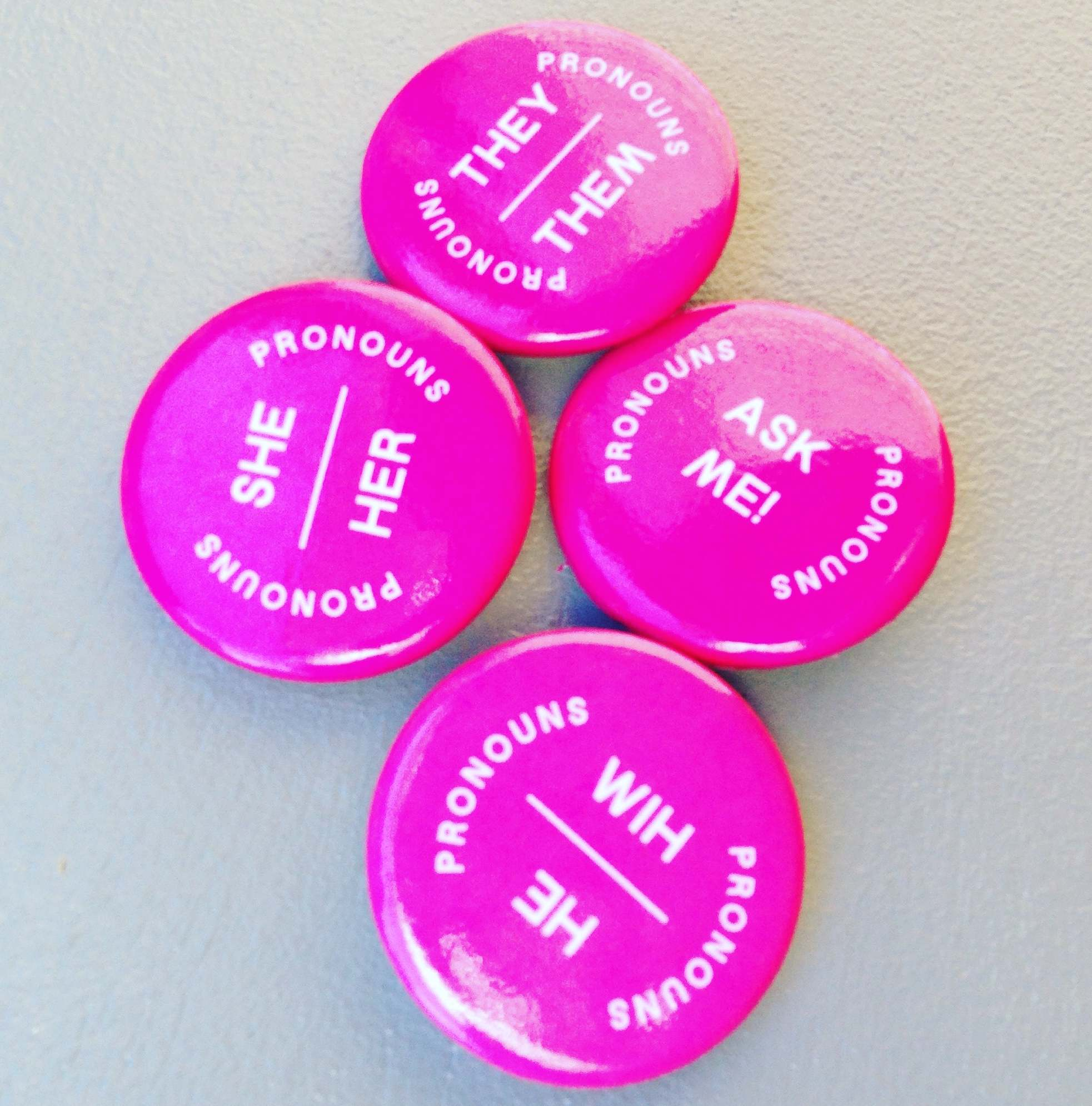
由白禮頓市議會製作的一組四枚徽章。

首選性別代名詞、性別代名詞、個人性別代詞（英語：Preferred gender pronoun、，縮寫為）是指一個人用來反映其自身性別認同的一組代名詞（在英語中是第三人稱代詞）。在英語中，一個人當宣佈自己選擇的代名詞時，通常會聲明主格和賓格人稱代詞，例如，「他」，「她」，「他們（they/them）」），儘管有時也會說明所有格代名詞（例如，「她/她的（she/her/hers）」，「他/他的（he/him/his）」，「TA們/TA們的（they/them/theirs）」）。所選的代詞可能包括新代詞，如「/（中性第三人稱代詞）」。

## 原理及用途
在英語中，當一個人宣佈自己的代名詞時，通常會陳述主格和賓格代詞，例如「（他）」、「[she/her] 错误：{{Lang}}：無法辨識語言標籤 n（帮助）（她）」或「they/them（他們）」；有時也會陳述所有格代詞（「（她/她的）」、「（他/他的）」或「（他們/他們的）」）。使用多個代詞的人（無論是可以互換使用還是在不同環境下使用）可能會列出兩種主格人稱代詞，例如「（她/他們）」或「（他們/他）」。
個人代詞已經開始被用作促進跨性別、非二元性別和性別酷兒群體的公平和包容性的方式。社會工作者、教育工作者和醫療專業人士都認為使用個人代詞是一個實際上也是倫理上的考慮。新聞工作者和衛生專業人士的風格指南和協會建議使用被當事人選擇或認為合適的代詞。在處理客戶或患者時，建議衛生從業者注意當事人使用的代詞，這可能涉及在不同時間使用不同的代詞。這也延伸到當事人選擇的姓名。 LGBTQ倡導團體還建議使用被當事人選擇或認為合適的代詞和姓名。他們進一步建議，在提到跨性別人士的背景時避免性別混淆，例如使用頭銜或職級來避免使用與性別有關的代詞或姓名。
首選性別代名詞（PGB）已被用作促進跨性別、非二元性別和性別酷兒人群的公平和包容性的方式。社會工作者、教育工作者和醫療專業人士都認為使用首選性別代名詞既是實際的考慮，也是道德的考量。新聞工作者和健康專業人士協會的風格指南，建議使用對象選擇或認為合適的代詞。處理客戶或患者時，建議醫護人員注意對象自身使用的代詞，這可能涉及在不同時間使用不同的代詞。這也適用於個體選擇的姓名上。LGBTQ倡導團體還建議個體使用被訪者選擇或認為合適的代詞和姓名。他們進一步建議，在提到跨性別人士的背景時避免性別混淆，例如使用頭銜或職級來避免使用帶有性别角色的代詞或姓名。
在LGBT社區，分享個人性別代詞的做法已經有數十年的歷史。這已經成為社交場合和社交媒體上的常見做法。包括Twitter、Instagram和LinkedIn在內的社交媒體網站已經為用戶的個人資料頁面添加了專門的代詞字段。
2021年7月，皮尤研究中心報告稱，26%的美國人認識到有些人更喜歡使用「（他們）」而不是「（他）」或「（她）」，這一比例較2018年的18%有所增加。有些人使用新代詞，如「（他/他的）」、「（他/他的）」、「（他/他的）」、「（他/他的）」和「（他/他的）」。
有些人會使用多個代詞，可以是交替使用，也可以根據情況而定，並且可能會標明他們的個人代詞為「他/他們（he/they）」或「他們/她（they/she）」。

### 告誡
波莫納學院的女生主任瑞秋·利霖（Rachel N. Levin）建議教授們不要在課堂介紹時要求學生透露他們的個人代詞偏好，因為這可能會讓那些個人代詞偏好應該支持的人感到不安。利霖舉了兩個例子，其中一個是一名學生必須面對自己的性別表達不清晰，在表達自身性別時「不能過關」（換句話說，他們的性別表現對周圍的人來說並不明顯，沒有能夠讓他人認同對自己的性別認同表達），另一個是一名學生不知道應該請求別人使用哪些代詞。哈佛大學的學生基詩娜·蕭（Christina M. Xiao）支持使用個人代詞偏好，反對將其強制化，她表示，強制要求使用個人代詞偏好可能會讓人陷入尷尬的境地，被迫公開自己的性別身份或感到「極度的性別焦慮」。
致力於改善職場包容性的組織「包容僱主機構」（Inclusive Employers）的包容與多樣性顧問史提芬·泰勒（Steven Taylor）寫道，雖然增加代詞是讓順性別者更多地認可非二元性別和跨性別者的一種方式，但不應該將其「強制」作為組織的規定，因為可能有「不願意分享自己的代名詞」的跨性別同事。美國國家衛生研究院性少數群體研究辦公室和平等、多樣性與包容辦公室的起草指導文件指出，在開始交談時披露個人代詞可能會讓其他人「更願意披露自己的代詞，並避免在工作場所中誤用代詞」。然而，該文件警告稱，故意拒絕使用某人的正確代詞「相當於騷擾，侵犯了某人的公民權利」，代詞披露應該是「個人選擇，而非強制性規定」。分析師羅易斯·喬普瑞斯（Louis Choporis）、金瑪·馬田（Gemma Martin）和峇里·懷特認為，使用錯誤的代詞可能是「傷人的、激怒人的，甚至會分散注意力的」。此外，「以她之眼」（Inhersight）的梅雷迪思·博埃表示，公司不應該要求在電子郵件簽名中包含代詞，因為這可能會「讓許多性別廣泛的人感到不舒服」。

### 術語
關於是否將個人代詞偏好稱為「首選」（英語：Preferred）存在一些分歧。一些人省略了「首選」一詞，稱其為「性別代詞」或簡單地稱為「代詞」，以強調正確使用代詞是社會責任而不是個人偏好。人們擔心在名稱中包含「首選」一詞可能會導致人們認為使用某人的個人代詞是可選的。瑞秋·利霖（Rachel N. Levin）指出，「代詞並非『首選』，而只是對某人身份正確或不正確的描述。」

## 組織政策
一些組織已經出台了政策，方便員工在電子郵件簽名中註明他們的個人代詞偏好（PGPs）。這些組織包括Workday、維珍集團、美國教師保險與年金協會、馬莎百貨、IBM、美國空軍、美國海軍陸戰隊、BBC和英國國防部等。
一些公司修改了政策，鼓勵員工和顧客分享個人代詞偏好，以更具吸引力和包容性地對待跨性別和非二元性別的員工和顧客。「平等出櫃」建議僱主將提供代詞視為自願而非強制性的事項，並表示使用正確的代詞特別重要，尤其是對那些不遵循傳統性別表達的人和跨性別者來說。在線學習工具Blackboard詳細說明了個人代詞的重要性以及如何在程序中設置它們。新西蘭泰卡瓦瑪塔霍公共服務委員會提供了關於在電子郵件簽名中使用個人代詞的指導，而澳洲政府的《格式手冊》（Style Manual）中有一個關於「代詞選擇」（Pronoun choice）的小節。
2021年7月，蘇格蘭政府提議其8000名公務員應承諾在電子郵件中包含他們的個人代詞，但一項內部民意調查顯示，超過一半的人不願意這樣做。蘇格蘭政府常任祕書李斯利·伊文斯對此民意調查結果表示「令人失望」，而跨性別女性和政治活動家黛比·海頓警告了該提議可能對跨性別者造成的後果，同時反對該提議的「蘇格蘭婦女」運動團體稱之為「令人恐懼」和「非民主」。
2021年8月，列斯大學學院工會和列斯大學的LGBTQ員工和學生團體聯名致信副校長莎蒙·拜登迪克呼籲學校出台政策，打擊校園內的跨性別歧視和敵對環境，包括不要求跨性別者出示性別認同證書。信末，這些團體建議實施「有效且適用的代詞政策」，其中包括拜登迪克在她的電子郵件簽名中使用代詞，並營造一個「鼓勵分享代詞」的環境，以展示對跨性別人士的支持。2021年10月，列斯大學大學學院工會報告稱對他們的信件作出了「一些有限的進展」，但沒有提到個人代詞偏好。
2021年8月，蘇格蘭政府建議學校允許跨性別學生使用他們選擇的洗手間、姓名和代詞。

## 法律問題及法律承認
在2018年，醫生戴維·麥卡瑞斯（David Mackereth）因拒絕為跨性別個體使用偏好性別代詞而未能被英國就業和養老金部門（DWP）錄用，他表示這違背了他的基督教信仰。2019年，一個就業小組（Employment panel）裁定他的觀點「與人類的尊嚴不相容（Incompatible with human dignity）」，並認為就業和養老金部門沒有違反《平等法案》。麥卡瑞斯反對這一裁決，基督教法律中心（基督關懷的一個項目）也持相同立場，而就業和養老金部門則歡迎這一裁決。基督教法律中心的安卓拉·威廉斯（Andrea Williams）聲稱這一決定是「這是英格蘭法律史上首次有法官裁定自由公民必須參與被迫言論的情況。」對此，皮爾斯·摩根稱醫生戴維·麥卡瑞斯是一個「偏執狂」，在他的信仰上「自以為是」。
2018年11月，歐洲委員會推薦了強調使用首選個人代詞和性別代詞的「可取性（英語：Desirability）」的指導方針，包括老師和學生應根據非歧視政策尊重個人偏好。該報告還指出，只有希臘、馬耳他和挪威的學校被要求尊重人們的姓名和個人代詞，並且在芬蘭和西班牙的一些地區似乎也是如此。
2021年3月，聯邦上訴法院法官阿穆·塔帕爾裁定，尼高拉斯·梅利韋瑟（Nicholas Meriwether）因未能為一名跨性別學生使用正確的代詞，並違反校園反歧視政策，可以起訴肖尼州立大學「侵犯他的憲法權利」。代表該學生的全國女同性戀權益中心跨性別青年項目主任亞沙夫·奧爾（Asaf Orr）表示，這一決定「打開了一扇通向普遍歧視的大門」。西北大學法學教授安祖·高普曼持有類似觀點。美國大學教授協會博客的編輯約翰·威爾遜（John K. Wilson）稱這一裁決對「保護教師權利」是有益的，但他表示教授的宗教信仰「不應該賦予他們特殊權利去虐待學生」，並且教授們並沒有「完全自由裁量權」來決定「哪些學生能夠得到尊重的代詞（Respectful pronouns），哪些不能。」
在2021年5月，瑪雅·福斯塔特（Maya Forstater）在上訴福斯特特訴全球發展中心歐洲案的書面法庭聲明中寫道：「我保留使用『他』和『他們』這些代詞來指代男性的權利。沒有人有權強迫其他人發表他們不相信的觀點。」《粉紅新聞》將福斯塔特描述為「性別批判派」，聲稱她主張「有權故意用錯誤的代詞指代稱呼跨性別女性」。2019年，在就業仲裁庭初審階段，法官詹姆士·泰勒（James Tayler）對她做出了不利的判決。他表示，她相信「性別是不可變的，不能與性別認同混為一談」的信念「在民主社會中不值得尊重」，稱她的信仰是「絕對主義」的，並辯稱「錯誤使用指代代詞可能造成巨大的痛苦」。就業上訴法庭法官阿克拉克·蔡德里推翻了泰勒的裁決，認為性別批判派的信仰，即生理性別是真實、重要且不可改變的信念確實受到《平等法案》的保護；然而，蔡德里明確表示，這一裁決並不意味着「持有性別批判信念的人可以毫無後顧之憂地肆意故意使用錯誤的稱謂指代來稱呼跨性別者」。
2021年10月，英屬哥倫比亞人權審裁會法官戴文·高斯諾（Devyn Cousineau）判定，對於那些非二元性別、跨性別者和非順性別者來說，「遵從使用正確的代名詞，確認及肯定了他們是同樣應受到尊重和尊嚴的人。」
2021年12月更新的《平等待遇法庭手冊》（Equal Treatment Bench Book）建議法官使用被告偏好的性別代詞是「常規禮貌」（Common courtesy）。指南指出，可能會有情況下，證人可能會用「與其出生時所指定的性別相符的代詞」來指代跨性別者，而法官應當留意「某人希望如何被稱呼」。受指南還指出，性暴力或家庭暴力侵害的人應當被允許使用根據出生時被指定的性別而定的代詞，「因為這符合受害者對事件的經歷和感知」。
2021年4月，美國勞工部關於性別認同的政策鼓勵管理人員使用員工希望使用的代詞和姓名來稱呼他們，指出繼續錯誤使用代詞和姓名可能「侵犯個人私隱……使其面臨危險」，在某些情況下「可能被視為構成騷擾」。該政策還建議這些人使用性別中立的語言，以「避免對員工的性取向或性別認同做出假設」，並指出不應基於某人的代詞來假定其性別，一個人的性別「不應該基於他們的代詞來假定」。公平就業機會委員會（EEOC）還建議，即使故意和反覆錯誤使用跨性別員工的首選性別代名詞和姓名並不違反1964年《民權法案》第七條，但故意和反覆這樣做「可能導致非法惡劣敵意的工作環境」。在《盧薩迪訴陸軍部（Lusardi v. Dep't of the Army）》（2013年）、《詹姆遜訴美國郵政服務（Jameson v. U.S. Postal Serv.）》（2015年）和《賈馬爾訴薩克斯公司（Jamal v. Saks & Co.）》（2015年）的裁決中得出結論：故意錯誤使用個人代詞會造成敵意的工作環境。該委員會還表示，性別認同騷擾可能包括反覆、故意地錯誤使用個人首選性別代名詞。
2022年5月，英國保守派智庫政策交流所報告稱，英國警方和法院在處理疑犯時會使用其自選的代詞，因為性別自我認同已被採用為政策，儘管這並沒有法律依據。這一做法是由「為女性爭取公平」組織（Fair Play for Women）提出的資訊自由請求所揭示的。該報告建議結束警方對自選首選代詞的「強制使用」。

## 批評
一些團體和個人對個人代詞的應用持批評態度。共和黨國會議員葛瑞克·莫菲反對美國空軍允許在電子郵件簽名區使用個人代詞，稱其「令人難以置信」，並辯稱這會削弱軍事準備。美國最高法院法官塞繆爾·阿利托在《波斯托克訴克萊頓縣案》中表示異議，法院在該案中裁定1964年《民權法案》第七條保護員工免受因其性取向或跨性別而受到歧視，可能會導致一些人聲稱不使用他們的個人代詞「違反禁止性別歧視的聯邦法律」，並認為這一裁決將影響僱主「如何對待僱員」，以及學校管理層和教師與學生交流的方式。

## 延伸閱讀
- 英語人稱代詞（英语：English personal pronouns）
- 英語中的性別中立表現
- 中性语言
- 性別中立代詞（英语：Gender-neutral pronoun）
- 單數they
- 人稱代詞
- 首選姓名
- 語言中的性別中立表現（英语：Feminization of language）
- 性別中立在無性別語言中（英语：Gender neutrality in genderless languages）
- 具有性別化第三人稱代詞的語言性別中立（英语：Gender neutrality in languages with gendered third-person pronouns）
- 性別中立在有語法性別的語言中（英语：Gender neutrality in languages with grammatical gender）